# Pfarrkirche Schlins

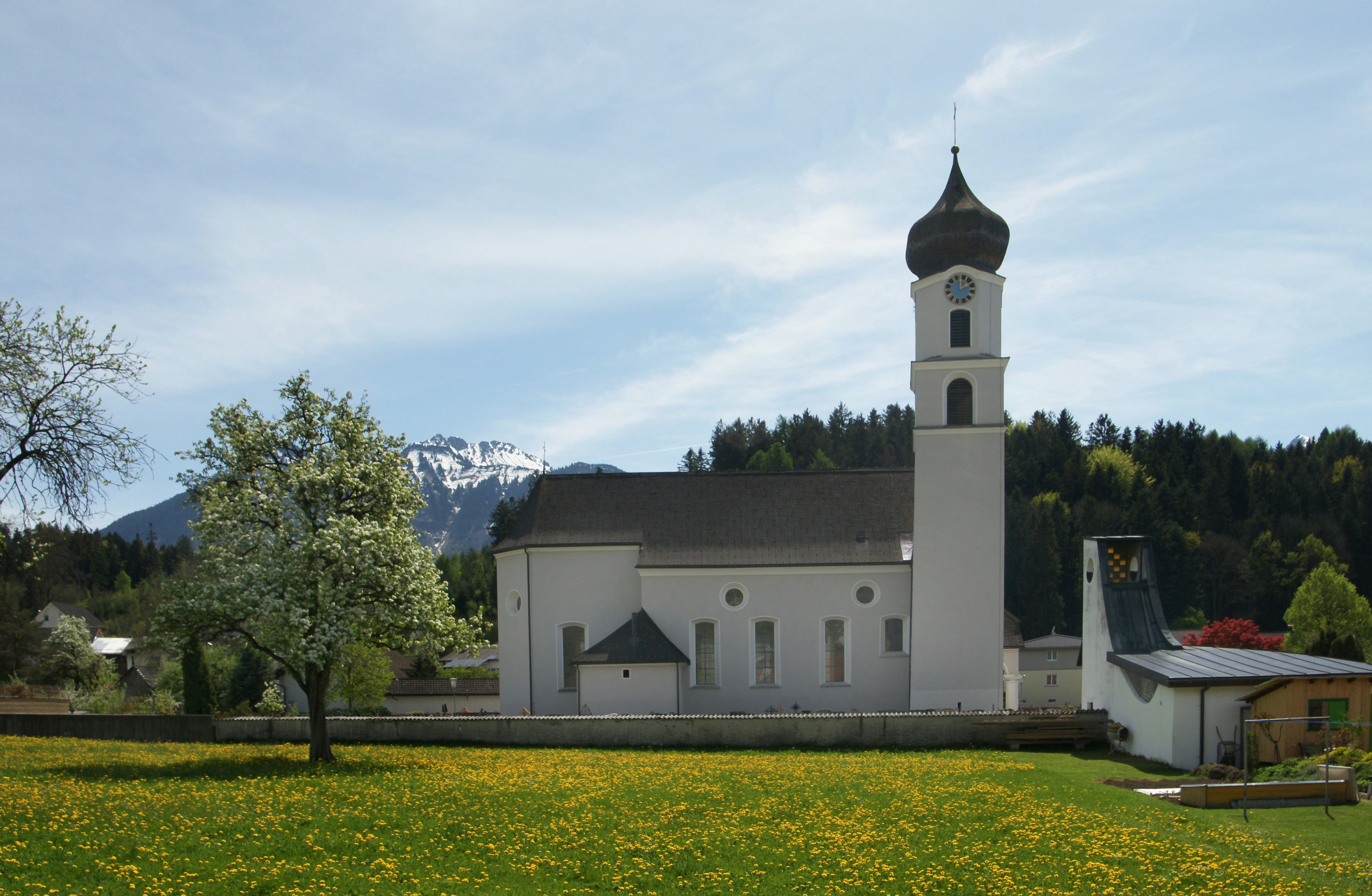
Kath. Pfarrkirche Unbefleckte Empfängnis in Schlins

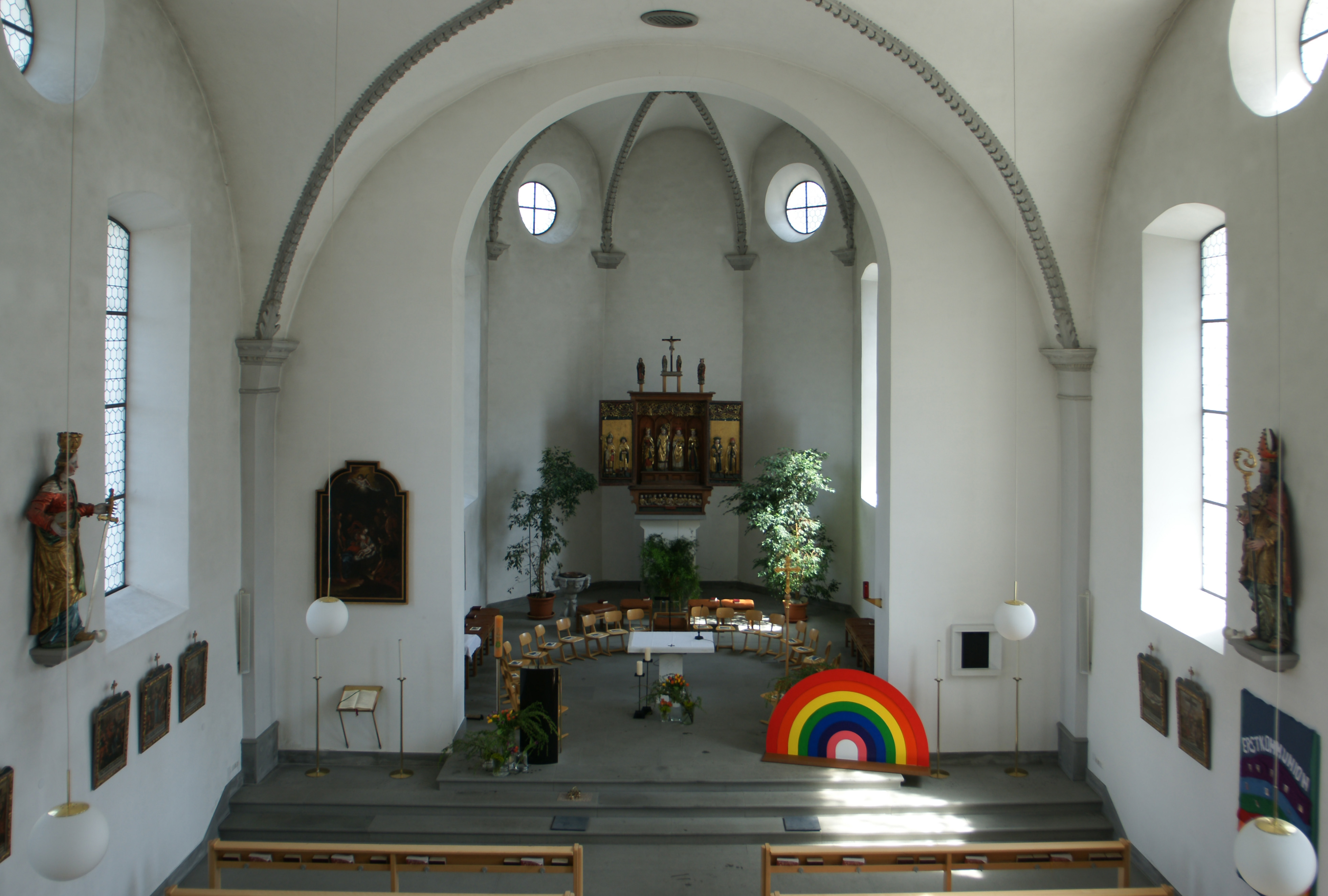
Innenansicht

Die römisch-katholische Pfarrkirche Schlins steht in der Gemeinde Schlins im Bezirk Feldkirch in Vorarlberg. Sie ist dem Dogma der Unbefleckten Empfängnis der Gottesmutter geweiht und gehört zum Dekanat Feldkirch in der Diözese Feldkirch. Das Bauwerk steht unter Denkmalschutz.

## Geschichte
Um 821 wird eine Hilariuskirche und 940 eine Ecclesia S. Michaelis in Sline et capella S. Mariae genannt. Seit 949 gibt es Besitzgüter vom Stift Einsiedeln. 1412 wurde der Chor geweiht. 1503 wird urkundlich ein Pfarrer genannt. Die heutige Kirche wurde 1699 geweiht und 1781, 1887 1959 und 1963 renoviert.

## Architektur
Das barocke Kirchengebäude besteht aus einem Langhaus und einem eingezogenen Chor unter einem gemeinsamen Satteldach. Der Nordwestturm hat eine Zwiebelhaube. Nördlich und südlich an Langhaus und Chor schließen Sakristeianbauten unter Walmdächern an. Die Westfassade hat ein gemauertes Vorzeichen mit einem Kreuzrippengewölbe auf einer Rundbogenarkade auf zwei Säulen. Es gibt ein Wappen Raitenau mit einem Relief Gottvater und Hl. Geist, datiert 1599. Der Turm mit einer Zwiebelhaube von 1790 hat ein zweigeschoßiges Obergeschoß mit rundbogenförmigen Schallöffnungen und eine achteckige Glockenstube mit flachbogigen Schallöffnungen.
Das zweijochige Langhaus hat ein Tonnengewölbe mit tiefen Stichkappen. In jedem Joch gibt es zwei Flachbogenfenster, darüber Rundfenster. Es gibt Stuckbänder mit Blättern und Vierpassfelder. Die Westempore mit einer geschwungenen Brüstung mit Stuckdekor aus der Mitte des 18. Jahrhunderts steht auf zwei Säulen. Der hohe Chorbogen öffnet zu dem einjochigen, eingezogenen Chor mit 3/8-Schluss und einem Kreuzrippengewölbe auf Kämpfern.

## Ausstattung
Die Fresken von 1889 stammen von Johann Kärle, im Chor Maria mit Kind und Krönung Mariens, im Langhaus vorne Schutzmantelmadonna, Mariä Verkündigung und hinten Heiliger Wandel. Im Chor ist mittig die Figur Mariä mit Kind von Albert Rauch aus 1962. Die Figuren, links der hl. Nikolaus und rechts die hl. Barbara, entstanden um 1680.
An der Chorbogenwand links ist ein Ambo und ein Kruzifix aus der Mitte des 19. Jahrhunderts, rechts ein Gemälde mit der Anbetung der Hirten von 1700. Die Kreuzwegstationen stammen aus dem beginnenden 18. Jahrhundert. Das Vortragekreuz und der Taufstein aus Sandstein sind aus der Mitte des 17. Jahrhunderts. 
Die Orgel baute 1804 Josef Bergöntzle. 1857 wurde sie von Alois Schönach umgebaut. Es gibt zwei Glocken, eine aus dem 15. Jahrhundert, die zweite bezeichnet mit 1514.
Die Kirche ist von einem Friedhof umgeben. Die neue Leichenhalle, erbaut 1982 nach Plänen von Albert Rauch hat Betonglasfenster und ein Kruzifix von Albert Rauch.